# Zaira (nome)
Zaira  è un nome proprio di persona italiano femminile.

## Varianti
- Maschili: Zairo[1][3]

### Varianti in altre lingue
- Catalano: Zaïra[4]
- Francese: Zaïre[1][2]
- Spagnolo: Zaira[2][4]

## Origine e diffusione

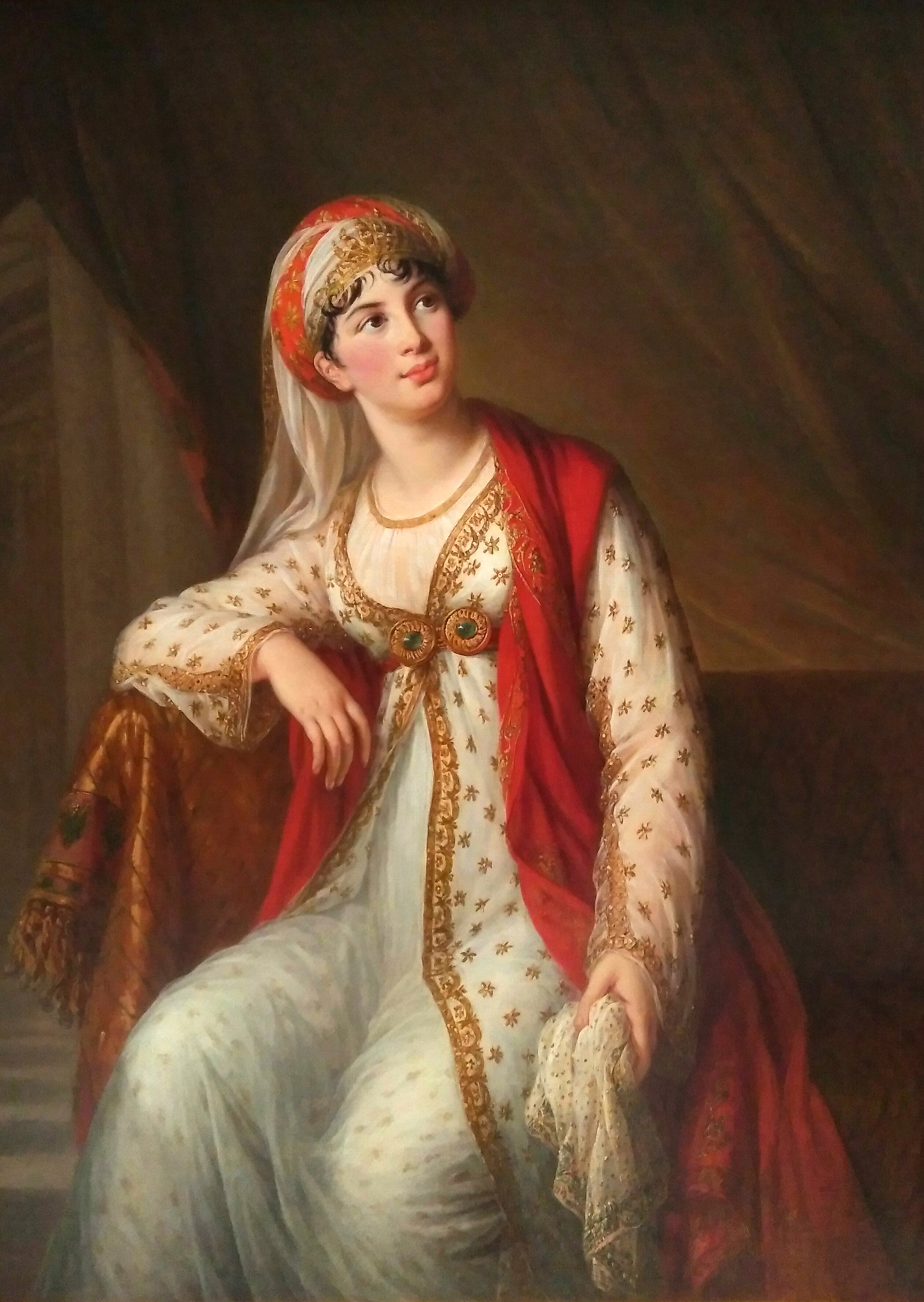
Giuseppina Grassini nei panni di Zaira dipinta da Elisabeth Vigée-Lebrun

È un nome di stampo letterario, ripreso prima dalla protagonista della tragedia di Voltaire del 1732 Zaira (in francese Zaïre), e poi dall'omonima opera lirica di Bellini che ne venne tratta. Generalmente si ritiene che fu lo stesso Voltaire a inventarlo, derivandolo da qualche termine arabo come زهر (zahr, "fiori") o أزهر (ʾazhara, "risplendere", "sbocciare"), oppure direttamente adattando il nome زهرة‎ (Zahra, che deriva dalle stesse radici); alcune fonti ne interpretano quindi il significato come "fiorita". 
Va però notato che esiste una santa martire spagnola di nome Zaira che visse, secondo la tradizione, all'epoca della Spagna moresca, e che anche dal punto di vista letterario, il nome Zaïre era già apparso in precedenza nel Bajazet di Racine del 1672.
Negli anni settanta, in Italia se ne contavano circa undicimila occorrenze (più un centinaio della rara forma maschile), più frequenti nel Centro-Nord.

## Onomastico
L'onomastico si può festeggire il 21 ottobre in memoria di santa Zaira, martire in Spagna durante l'invasione dei Mori.

## Persone
- Zaira Nara, conduttrice televisiva e attrice teatrale argentina
- Zaira Wasim, attrice indiana
- Zaira Zoccheddu, attrice italiana

## Il nome nelle arti
- Zaira è il nome della protagonista dell'omonima opera di Voltaire, e di altre opere tratte da essa.
- Zaira è il nome del pianeta protagonista del film di fantascienza del 1951 Quando i mondi si scontrano; nella trama del film, il pianeta è destinato ad effettuare un passaggio molto ravvicinato sul nostro pianeta, la Terra, causando così sconvolgimenti immani.
- Zaira è il nome di una delle città invisibili di Italo Calvino.
- Zaira è il nome citato dal Cavaliere Avvocato nel XV capitolo de Il barone rampante di Italo Calvino.
- Zaira (nome d'arte di Mariannina Marvuglia) è un personaggio della commedia La grande magia di Eduardo De Filippo.